# 蘭嶼合歡
蘭嶼合歡（学名：Albizia retusa）为豆科合歡屬下的一个种。

## 扩展阅读
- 維基物種上的相關：蘭嶼合歡